# Gale Sondergaard
Gale Sondergaard (Minnesota, Estados Unidos, 15 de febrero de 1899 - California, 14 de agosto de 1985) fue una actriz estadounidense, ganadora en 1936 del primer Premio Óscar concedido a la mejor actriz de reparto.

## Biografía
De padres daneses, desarrolló su carrera teatral y cinematográfica en Estados Unidos desde mediados de la década de 1930. Tras ganar un Óscar en 1936 por su papel en Anthony Adverse, se convirtió en una actriz muy cotizada en la ingente industria de Hollywood. En 1940 encarnó uno de sus personajes más celebrados en La carta, película dirigida por William Wyler y protagonizada por la leyenda del cine dorado, Bette Davis. 
Trabajó, entre otros, con Walter Lang y Michael Curtiz y en 1946 obtuvo una segunda candidatura al Óscar como mejor actriz de reparto por Anna and the King of Siam (Ana y el rey de Siam, 1946), de John Cromwell.
Casada desde 1930 con el escritor y director Herbert Biberman, quien sería uno de los Diez de Hollywood, la carrera cinematográfica de ambos se resintió y paralizó debido al proceso de Caza de brujas, siendo acusados de pertenencia y apología del comunismo.
Tras dos décadas de sequía profesional, Gale Sondergaard se reincorporó al cine en 1969, interviniendo en varias películas y series de televisión hasta su fallecimiento en 1985.
En 2001 el director galés Karl Francis llevó a la gran pantalla la historia de Biberman y Gale, encarnados por Jeff Goldblum y Greta Scacchi, en Punto de mira (One of the Hollywood Ten). 

## Premios y distinciones
Premios Óscar
| Año  | Categoría               | Película             | Resultado |
| ---- | ----------------------- | -------------------- | --------- |
| 1937 | Mejor Actriz de Reparto | Anthony Adverse      | Ganadora  |
| 1947 | Mejor actriz de reparto | Ana y el rey de Siam | Nominada  |